# Strada statale 441 Massetana
La ex strada statale 441 Massetana (SS 441), ora strada provinciale 441 Massetana (SP 441) in provincia di Siena e strada provinciale 162 Massetana (SP 162) in provincia di Grosseto, è una strada provinciale italiana che percorre il territorio delle Colline Metallifere.
La strada è la più breve nel collegamento tra Siena e il golfo di Follonica con il porto di Piombino, ma a seguito di errate valutazioni sulla percorribilità è anche la meno trafficata.

La tortuosità della strada che conduce a Prata è entrata a far parte di un modo di dire maremmano, che viene rivolto generalmente a persone nervose oppure in non perfette condizioni fisiche: 

## Percorso
La strada ha inizio dall'innesto con la ex strada statale 73 Senese Aretina al bivio del Madonnino, nel comune di Chiusdino, e giunge all'innesto con la ex strada statale 439 Sarzanese-Valdera, nel comune di Massa Marittima attraverso le Colline Metallifere.
La strada si sviluppa quasi sempre in un paesaggio boscoso e scarsamente antropizzato, toccando pochi abitati, con frequenti sinuosità e una successione di pendenze e contropendenze. Il tracciato è stato in parte ammodernato negli anni ottanta, in particolare nella zona di Prata, dove tre moderni viadotti (Prata, Carsia e Fonti per circa 700 metri di lunghezza) consentono di aggirare il paese evitandone l'attraversamento.
Dopo essersi staccata dalla ex ss 73, dalla quale ha origine, la 441 lascia a sinistra una diramazione per l'abbazia di San Galgano e prosegue lungo l'alta valle del fiume Merse nella parte sud-occidentale della provincia di Siena. Oltrepassata la frazione di Palazzetto, incrocia prima la strada per Chiusdino, in località Apparita, e poco più avanti, dopo essere entrata nella provincia di Grosseto, quella per Montieri.
Superato il bivio per Montieri, il fondovalle diviene più stretto. La strada entra nella zona mineraria di Boccheggiano, già sede d'importanti giacimenti di estrazione della pirite e, dopo esserne uscita, raggiunge le case del Piano del Gabellino, da dove diverge a sinistra un collegamento verso Ribolla, Montemassi, Sassofortino e Roccatederighi.
In leggera salita, tra colline e boscaglie, la provinciale tocca l'abitato di Prata, aggirandolo sulla sinistra con tre viadotti di moderna costruzione, mentre il vecchio tracciato entra in paese con alcuni restringimenti della carreggiata. Dopo Prata inizia un tratto in discesa attraverso il bosco nel quale le curve, molte delle quali a raggio ridotto, diventano frequenti e in rapida successione. Dopo qualche chilometro sulla destra vi è un bivio con la strada per Niccioleta.  Dagli squarci che si aprono fra le piante, è possibile osservare in lontananza l'avvicinarsi della pianura.
Al termine della discesa, in località Pian dei Mùcini, la 441 si innesta sulla ex strada statale 439 Sarzanese Valdera proveniente da Pomarance, Larderello e Castelnuovo di Val di Cecina.

## Gestione
Fu classificata strada statale nel 1964 e fu presa in consegna dal compartimento ANAS di Firenze nel mese di aprile dello stesso anno.
In seguito al decreto legislativo n. 112 del 1998, dal 2001, la gestione è passata dall'ANAS alla Regione Toscana che ha provveduto al trasferimento dell'infrastruttura al demanio della Provincia di Siena e della Provincia di Grosseto per le tratte territorialmente competenti.